# نواة توراتية
النواة التوراتية هي مجموعة من العائلات أو الأفراد من الصهيونية الدينية، جُلّهم من التيّار الأرثوذكسي المتطرف، يعيشون في مجتمعات دينيّة صغيرة؛ للتقارب مع الطائفة الأرثوذكسيّة اليهودية في ذلك المكان.وترتكز النواة عادة على مدرسة دينية. ينشأ بين أفراد المجتمع التوراتي جدل بسبب اختلاف الثقافات فيما بينهم، بسبب البيئات المختلفة وقيمهم المحافظة ونظرتهم المختلفة للعالم.

## النشأة
عاش الصهاينة المتدينون في جميع مدن البلاد تقريبًا إبان عام 1948. انتقلت الأنوية التوراتية إلى مدن ذات نسبة عالية من المتدينين، مثل: بيتاح تكفا والقدس ورحوفوت في أحياء للمتدينين. قُلّل وجود التجمعات الدينية القومية في عدّة مناطق في إسرائيل في الثمانينيات والتسعينيات من القرن العشرين. كذلك في المستوطنات التطوير (עיירות הפיתוח-عَيَروات هبيتواح)، وهو مصطلح صهيوني يشير لمدن أنشأت في ضواحي إسرائيل لاستقطاب وتطوير مجتمعات المستوطنين الجدد-، مثل سديروت ويروحام ونتيفوت وأوفاكيم وبما في ذلك الأحياء المُهمّشة، حيث يعيش المحافظين المهمّشين، علاقتهم لم تكن وطيدة بالأنوية التوراتية.
إن فشل قادة اليمين الديني في الانتخابات، فضلاً عن العزلة التي اختار المتديّنون العيش فيها في المستوطنات، دفع القادة والحاخامات لإدراك ضرورة تقوية العلاقة مع المحافظين والعلمانيين. وقد صاغ الحاخام يوئيل بن نون، في مقال له في الصحيفة عام 1992، شعار "لنستوطن القلوب" كسبًا لجمهور أوسع عوضًا صبّ الاهتمام فقط حول الخطاب الاستيطاني.
أشار الحاخام تسفي سرائيل في عام 2005 إلى أنّ الصهاينة المتدينين استوطنوا -الضفة الغربيّة المعروفة لديهم- يهودا والسامرة، لكنهم لم يكونوا على صلة روحانيّة مع شعب إسرائيل، ولم يوطدوا صلتهم بإسرائيل. يزعم إلياشيف رايشنر في كتابه "دفكا شام-דווקא שם"(هناك بالذات) أنّ الحاجة لمخاطبة كافّة أطياف الاسرائيليين ازدادت بعد الأزمات التي واجهتها الصهيونية الدينية. وبحسب رايشنر، فقد ظهرت هذه الظاهرة بعد أزمات مثل إخلاء الطوق البحري (1982)، واتفاقيّات أوسلو (1995)، وخطة فك الارتباط (2005)، وإخلاء عامونا (2006) فبرأيه كان من الممكن منع ذلك لو أنهم نجحوا في إقناع "الشعب" بأحقّيتهم.
ويصف رايشنر مفهومين ينعكسان في أهداف النواة: نواة المعلمين التي تم إنشاؤها ابتداء من الثمانينات، على سبيل المثال في إيلات وبئر السبع، بهدف "تعزيز نظام التعليم في المدن" لأنّ " تعزيز التعليم سيؤدي إلى تغيير إيجابي فيها"، لذا أنشأت النواة في التسعينيات وحملت طابعاً دينياً أكثر ممن سبقتها. وبحسب رايشنر، فإن لذلك آثارًا على هذه الأهداف الأساسية، والتي تشمل "نشر التوراة وتعزيز نمط الحياة الديني".

## التاريخ
وصل الحاخام صفنيا دروري عام 1968من "مركز الحاخام" إلى مستوطنة كريات شمونة. وعندما رأى الوضع في المدينة، قام بتنظيم مجموعة من العائلات الدينية القومية للاستقرار في المدينة والعمل هناك في مجال التعليم، وشكلت هذه المجموعة نواة إنشاء المدرسة الدينية الاستيطانية (ישיבת ההסדר-يشيفات ههيِسدير) في المدينة.
أنشأ مركز تأهيل خاص (مركز الفريق) في بداية السبعينيّات، بمبادرة وتمويل زئيف ولفسون وبإدارة الحاخامين شبتي زيليكوفيتش وأوري كوهين، بهدف تأهيل المعلمين في الضّواحي والتي تُعدّ جزء من "نواة إيمانية".
كان هناك نشاط استيطانيّ متعمّد للعائلات الصهيونية المتدينة في مستوطنة ذات طبيعة مختلفة في عام 1975، حول المدرسة الدينية الاستيطانية التي أقيمت في معالوت. وفي منتصف الثمانينيات من القرن العشرين، ظهرت مبادرات مماثلة أيضًا في إيلات وبيروشام وصفد (1989). أُنشأ في عام 1988 "نواة التوراة" لشبكة شعالي توراة في بيت شيمش. أسّس الحاخام رحميم نسيمي، فقد كان أول من صاغ هذا المصطلح.
تزايدت وتيرة تشكيل تجمّعات "نواة التوراة" في التسعينيات، بالتزامن مع اتفاقات أوسلو، حيث تأسست أنوية في العديد من المدن. خلال هذه الفترة، بدأ أيضًا إنشاء المراكز الدينية في المدن القائمة مثل تل أبيب ورمات غان، بالإضافة إلى المراكز التي أقيمت في البلدات التطويرية وبلدات الضواحي. كان ينظر الصهاينة المتدينون إلى "نواة التوراة"على أنهم سفراء للمستوطنين في يهودا والسامرة وقطاع غزة، وأضيفت إلى أهدافهم محاولة إحداث تقارب أيديولوجي بين سكان البلاد داخل الخط الأخضر ومن هم خارجه. مثلًا نواة يافا الاجتماعية، والتي تعمل منذ عدة سنوات في يافا ومؤخراً حتى في جنوب تل أبيب في أحياء قريبة من المؤسسات التعليمية في المدينة، وكذلك نواة "شكميم"، الواقعة جنوب تل أبيب، في حي شابيرا، وتعمل ضمنها نحو ثلاثين عائلة. مثال آخر هو نواة "إلياشيف" الموجودة في اللد، والتي تأسست عام 1995. تعتبر منذ عام 2021 أكبر نواة توراة، حيث يصل عددها إلى أكثر من 1200 عائلة.
وانضم إلى نواة التوراة العديد من الشباب الذين ولدوا أو نشأوا في المستوطنات، لكنهم رأوا أهمية لمساهمة نواة التوراة في المجتمع الإسرائيلي.

### أهداف نواة التوراة
تختلف نواة التوراة بحسب مكانها، وهذه عدة أهداف توحد نواة التوراة الصهيونية الدينية:
1. خلق "جسر اجتماعي" وحوار بين المتديينين القوميين والسكان المحليين.[7]
2. "تعزيز" المجتمع الديني المحلي (سواء من حيث العدد، أو من حيث القيم والأيديولوجية، من خلال المؤسسات التعليمية والأنشطة التعليمية الأخرى).
3. تقريب المجتمع اليهودي من التراث اليهودي.[8]
4. إحداث تغيير تعليمي واجتماعي واقتصادي في مدن التطوير ( عن طريق استخدام القوة الاقتصادية والسياسية ودمجهم في المناصب الرئيسية).
5. الحفاظ على أغلبية اليهود في المدن المختلطة.

## أقسام نواة التوراة
يقسم الدكتور يائيل شمارياهو-يشورون نواة التوراة إلى ثلاثة نماذج حسب طبيعة نشاطها:
1. النواة التي استقرت في الضواحي أو في الأحياء ذات الوضع الاجتماعي والاقتصادي المتدنِ، تصبّ اهتمامها حول الوضع الاجتماعي والديني.
2. النواة التي استقرت في المدن المختلطة ذات دوافع قومية (ولكن أيضًا اجتماعية ودينية).
3. النواةاستقرت في الأحياء والمدن القائمة في مركز إسرائيل، جلُّ اهتمامها ديني.

## التنظيمات
قامت نواة التوراة في منتصف التسعينيات في يروحام وبيت شيمش وإيلات وديمونا وبئر السبع بتنظيم وإنشاء هيئة تسمى غحلات (גחלת): "نواة تعليمية لمدن التطوير".انقسمت هذه المنظمة بسبب الخلافات السياسية والأيديولوجية. كما نظمت بعد ذلك النواة نفسها تحت اسم شعالي توراة (שעלי תורה)، وعلى رأسها الحاخام رحميم نسيمي، الذي كان من مؤسسي نواة التوراة في بيت شيمش. وانتظمت بقية أنوية توراة عام 1997 وأنشأت صندوق التراث الذي دعم في ذروته حوالي 40 نواة تضم حوالي 700 عائلة. وكان رئيس المؤسسة هو الحاخام مردخاي إلياهو، وقد أثر مساره الأيديولوجي على صورة النواة التي كانت تحت رعايته. كانت سياسة المؤسسة هي إنشاء بيت مدراش (בית מדרש) في وسط كل نواة - بما في ذلك الأبراشات أو المدرسة الدينية، ولن يتم اعتبار السكان الذين ليس لديهم منصب رسمي في بيت مدراش رسميًا جزءًا من نواة التوراة. بحكم منصبه، فإن روش بيت مدراش أو رئيس المدرسة الدينية هو أيضًا رئيس النواة.
توقفّت مؤسسة التراث عن العمل في عام 2005، بسبب أزمات مالية، وبالتالي بقيت شبكة شعالي توراة فقط. وبعد مرور عام، بدأت منظمة "جيشر" (גשר-جسر) برعاية بعض مدراء نواة التوراة السابقين عبر منظمة كيرين شاهيمس.

## الدعم من ميزانية الدولة
قررت الحكومة الإسرائيلية في عام 2013 أن المدارس الدينية (الصغير والعليا والهيسدر-הסדר)، بما في ذلك المدارس الإعدادية قبل الخدمة العسكرية والمعابد اليهودية لن تعتبر "جوهر التوراة" تمويلها للحصول على الدعم الحكومي. وقد اتضح هذا بعد أن تبيّن أنّ الأموال المخصصة للنشاط الاجتماعي التربوي، في المناطق التي تعمل فيها نواة التوراة، كانت في الواقع تستخدم لتشغيل هيئات التوراة.
في ذلك الوقت اتضح أن العديد من الأنوية تحصل على ميزانية مزدوجة، سواء من ميزانية الحكومة من وزارة التربية والتعليم ومن ميزانية قسم الاستيطان في المنظمة الصهيونية العالمية -ميزانية الوزارة البناء والإسكان-. وُجّهت انتقادات لقسم الاستيطان نتيجة لتحويلها ميزانيات بعشرات ملايين الشواقل إلى تجمعات في مستوطنات مركز إسرائيل خلافا لأهدافها.
أشار تقرير مراقب الدولة وفي عام 2017، أشار إلى الفشل في موازنة نواة التوراة من خلال دائرة المستوطنات ووزارة الإسكان برئاسة أوري أريئيل، وذكر التقرير أنّ إدارة الوزارة كانت غير سليمة وأدت إلى تبديد ميزانيات من خزينة إسرائيل، بلا معايير تفريق بين نواة التوراة التي تعمل في المجتمعات المهمّشة، وتلك التي تعمل في المجتمعات ذات المكانة الاجتماعية والاقتصادية العالية وأن بعض أعمالها لا تتوافق مع غرض قرار الحكومة.
بعد انتخابات الكنيست الخامسة والعشرين وتشكيل حكومة إسرائيل السابعة والثلاثين عام 2022. أنشأت وزارة الاستيطان والبعثات القومية برئاسة أوريت ستروك، وتقرر نقل دعم الميزانية في نواة التوراة. إلى نطاق صلاحيات هذه الوزارة. وقد مكنت ميزانية الوزارة الموسعة من زيادة الميزانية فروع نواة التوراة من عشرات الملايين من الشواكل إلى حوالي 600 مليون شيكل.

### المؤيّدون لدعم نواة التوراة
يدعم المؤيّدون هذا الحراك للأسباب التّالية:
1. تعيش عائلات نواة التوراة وتشارك في حياة المستوطنة، مما يسمح لها بالتأثير بشكل مباشر وغير مباشر في معظم مجالات الحياة.
2. لديهم التزام الموظفين الأساسيين بالعمل طويل الأجل (على عكس المشاريع التي يقودها المسؤولون الدائمون).
3. مجموعة تخلق نوعا من الحاضنة لريادة الأعمال الاجتماعية وتعزز القدرة على التعامل في الأزمات.
4. إمكانية تجنيد متطوعين من نواة التوراة في ناحال في سنة الخدمة، الخدمة الوطنية، الطلاب، المدارس قبل الخدمة العسكرية، مدرسة سيدر الدينية، المجندات، الخ.
5. أبناء وبنات النواة لديهم دافعية عالية مبنية على التماهي القيمي مع فكرة المشاركة الاجتماعية.
6. تعتبر النواة عامل جذب للسكان المستوطنين في المركز لنقل مساكنهم ومعيشتهم إلى الضواحي.[8] [12]

### المعارضون لدعم نواة التوراة
تتلاءم معايير الدعم الحكومي لنواة التوراة (تخصيص المساكن العامة، المباني العامة، إلخ) على حساب منظمات المستوطنين الآخرين. هناك فروع نواة التوراة بشكل أساسي على تضمين أبراشيس أو يشيفا المتهمين بعدم الرغبة في إقامة اتصال حقيقي مع المستوطنين (المتدينين و/أو العلمانيين)، وبدلاً من ذلك هناك رغبة قوية في الاستمرار في أطر منفصلة للأشخاص من النواة وحدها . هناك نوى لا تعترف رسميًا بـ "العضوية" في نواة المستوطنين الذين ليسوا أعضاء في الكوليل (حتى لو كان لديهم خلفية يشيفا).
أدى إنشاء مؤسسات تعليمية شبه خاصة في عدة مدن، لأطفال النواة وأطفال مختارين من المجتمع المستقبل، إلى جذب الطلاب "الأفضل" (من الناحية التربوية والسلوكية)، وأحياناً أيضاً الأكثر ثراءً لهذه المدارس، وانخفاض مماثل في مستوى المدارس المحلية، في بعض الأحيان، تختلف النظرة العالمية والأيديولوجية لأعضاء النواة بشكل أساسي عن نظرة المستوطنين (حتى المتدينين). وهذا الاختلاف يخلق صعوبات في التواصل وإقامة نشاط مشترك. إذا تم إنشاء مدرسة، فإن اختلاف التعليم في المدرسة يمكن أن يؤدي إلى فجوات في القيمة بين الأطفال (الذين يتعلمون في المدرسة حسب نهج الأعضاء الأساسيين) وأولياء أمورهم. ينتقد العلمانيّون هذه المدارس بحسب قيمهم مثل الفصل بين الجنسين وعدم الدراسة في الكتب "العلمانية"، وتعزيز دراسة التوراة بدلًا منها وفيرها. كما أنّ أبناء النواة يتعمّدون السكن في مدن مختلطة مثل يافا، اللّد وعكا لأسباب فكريّة، زعمًا منهم أنّهم يؤدّون مهمة وطنية. إضافة إلى العنف الذي ينشب بينهم وبين سكّان البلدات العرب. 